# Igor Jeličić
Igor Jeličić (in serbo Игор Јеличић?; Novi Sad, 28 febbraio 2000) è un calciatore serbo, difensore del Kristiansund BK.

## Carriera

### Club
Il 22 agosto 2024 viene acquistato a titolo definitivo dalla squadra norvegese del Kristiansund BK.

### Nazionale
Ha giocato nelle nazionali giovanili serbe Under-15 ed Under-19.

## Statistiche

### Presenze e reti nei club
Statistiche aggiornate al 14 aprile 2024.
| Stagione         | Squadra          | Campionato       | Campionato | Campionato | Coppe nazionali | Coppe nazionali | Coppe nazionali | Coppe continentali | Coppe continentali | Coppe continentali | Altre coppe | Altre coppe | Altre coppe | Totale | Totale |
| Stagione         | Squadra          | Comp             | Pres       | Reti       | Comp            | Pres            | Reti            | Comp               | Pres               | Reti               | Comp        | Pres        | Reti        | Pres   | Reti   |
| ---------------- | ---------------- | ---------------- | ---------- | ---------- | --------------- | --------------- | --------------- | ------------------ | ------------------ | ------------------ | ----------- | ----------- | ----------- | ------ | ------ |
| 2020-2021        | Kabel Novi Sad   | PL               | 29         | 1          | CS              | 1               | 0               | -                  | -                  | -                  | -           | -           | -           | 30     | 1      |
| 2021-2022        | Vojvodina        | SL               | 30         | 0          | CS              | 4               | 0               | UECL               | 1                  | 0                  | -           | -           | -           | 35     | 0      |
| 2022-2023        | Vojvodina        | SL               | 28         | 0          | CS              | 2               | 0               | -                  | -                  | -                  | -           | -           | -           | 30     | 0      |
| 2023-2024        | Vojvodina        | SL               | 11         | 0          | CS              | 2               | 0               | UECL               | 2                  | 0                  | -           | -           | -           | 15     | 0      |
| Totale Vojvodina | Totale Vojvodina | Totale Vojvodina | 69         | 0          |                 | 8               | 0               |                    | 3                  | 0                  |             | -           | -           | 80     | 0      |
| ago.-nov. 2024   | Kristiansund BK  | ES               | 0          | 0          | CN              | 0               | 0               | -                  | -                  | -                  | -           | -           | -           | 0      | 0      |
| Totale carriera  | Totale carriera  | Totale carriera  | 98         | 1          |                 | 9               | 0               |                    | 3                  | 0                  |             | -           | -           | 110    | 1      |